# أحياء مدينة باتنة

خريطة مدينة باتنة وأحياءها

تكونت مدينة باتنة منذ إنشائها من المدينة الكولونيالية والمدينة العربية. فُصلت المدينتين بواسطة وادٍ وتطورت كل منهما وفقًا لنموها الديناميكي الخاص. تطورت المدينة الكولونيالية حسب منهج مخطط، بينما تطورت المدينة العربية بطريقة فوضوية، واليوم يُشكل الجزآن وحدةً واحدةً بعد أن تمت تغطية وتهيئة الوديان التي تعبر المدينة

## تاريخ أحياء باتنة

### إنشاء المدينة من 1844 إلى 1923
في عام 1844، أسس الجيش الاستعماري الفرنسي نواة عسكرية في وسط منطقة وعرة من الغابات. تم بناء المعسكر هناك لسبب وحيد هو السيطرة والتحكم بمنطقة الأوراس.. تم إنشاء النواة الأولى لهذه المدينة الكولونيالية من قبل الموجة الأولى من المستوطنين الأوروبيين من عام 1850 حتى عام 1923. المنطقة المسماة «فوبور» (ستان) تم إنشاءها في الجزء الشمالي من المدينة، بالإضافة إلى مطار في الجنوب الغربي، وإنشاء خط سكة حديد. كانت المدينة مكونة من أحياء أوروبية بها عمارات سكنية جماعية.

### بعد الاستقلال 1962-1984
في عام 1968، بدأ بناء المنطقة الصناعية غرب المدينة بالإضافة إلى المنطقة العسكرية، جذبت هذه الديناميكية هجرة كبيرة إلى المدينة.
في عام 1974، وضعت المدينة خطة حضرية رئيسية للسيطرة على هذا النمو السكاني والعمراني وضمان تطور المدينة. بين عامي 1978 و 1984، شهدت المدينة نموًا سريعًا في البناء في الضواحي الحضرية، مع اختفاء الكثير من الأراضي الزراعية. ساهمت مشكلة البحث عن العمل والتعليم والخدمات في استمرار الهجرة وبناء المدارس والبنى التحتية لحل مشاكل البحث عن عمل وتعليم أبناء العمال.

### الفترة بين 1984 و 1995
امتدت المدينة عبر أربعة ممرات حضرية باتجاه تازولت وبسكرة وقسنطينة وأخيراً نحو مروانة (عبر ممر تلمات). توقف توسع المدينة وإنشاء مراكز حضرية جديدة في التسعينات بعد إصدار قوانين جديدة للتهيئة والتخطيط العمراني في11 ديسمبر 1990 (المخطط الرئيسي للتنمية والتخطيط الحضري ومخطط استخدام الأراضي)، بالإضافة إلى الحرب الأهلية التي مرت بها الجزائر.

## الديموغرافيا
| أحياء                       | السكنات | السكان |
| تجزئة كموني                 | 240     | 1427   |
| باركافوراج                  | 209     | 13860  |
| بوعقال 1                    | 3079    | 22612  |
| بوعقال 2                    | 3118    | 24351  |
| بوعقال 3                    | 445     | 2243   |
| وسط المدينة                 | 5803    | 36353  |
| الزمالة                     | 1112    | 10420  |
| كشيدة                       | 1838    | 14523  |
| --------------------------- | ------- | ------ |
| تعداد عام 1987 لأحياء باتنة |         |        |

## الأحياء

### المنطقة الصناعية
تقع في الجزء الشمالي الغربي على مشارف المدينة في حوض على طول وادي القرزي ويتكون من جزأين ZI1 و ZI2. تم إنشاء ZI1 في عام 1972 وتضم مصنعًا للنسيج ومصنع للياجور ومدبغة. بني ZI2 على 147 هكتار في عام 1976، وتضم العديد من وحدات التصنيع والخدمات 

### حي المحطة
تقع على الطريق المؤدي إلى قسنطينة، أخذت المنطقة اسمها من محطة السكة الحديد التي تقع في مدخل الحي.

### الزمالة
يعتبر حي الزمالة (سيدي مرزوق) نواة مدينة باتنة القديمة، ويعود تاريخها إلى إنشاء المدينة، حيث عاشت الكاتبة السويسرية إيزابيل إيبرهاردت عام 1889 في منزل معرض لخطر الانهيار في الوقت الحاضر. يقطع الحي وادي يحمل نفس الاسم ويمتد حتى حي الإخضرار.

### كشيدة
تم بناء حي كشيدة  على قطعة أرض مساحتها 20 هكتار كانت جزءًا من مكان يسمى «برج زيدان». برج زيدان هو الجزء الكامل من باتنة الواقع خلف «برج الغولة» والذي يشمل الأراضي الزراعية والمنطقة الصناعية وحي كشيدة.

### بوعقال
بوعقال هو حي شعبي بقع على بعد أربعة كيلومترات من مركز المدينة ، وهو الأكبر في باتنة من حيث المساحة والسكان، تعود نشأته إلى حوالي عام 1945 بالقرب من حي الزمالة. هو مركز مهم جدا نظرا لكثافته، فهو موطن لحوالي 61 381 نسمة حسب إحصائيات عام 1998 وتشير توقعات عام 2015 إلى أن عدد السكان وصلوا ل86 235 نسمة. التجارة نشطة للغاية في هذه المنطقة من المدينة، وهناك أسواق عديدة فيه مثل سوق لاري آش وغيرها.

### بوزوران
بوزوران هو حي قصديري سابق في باتنة، والذي أصبح لاحقا منطقة سكنية جديدة. في عام 2004 تم إطلاق مشروع عدل المؤلف من 1000 وحدة سكنية وفي عام 2008 تم الانتهاء من المشروع.

### طريق تازولت
يقع الحي، كما يوحي اسمه، على الطريق المؤدي إلى مدينة تازولت. ويضم المستشفى الجامعي بباتنة ومتحف المجاهد بالإضافة إلى مقبرة شهداء الثورة الجزائرية بالمنطقة ومركزًا لمكافحة السرطان، المدرسة الوطنية للغابات، بالإضافة إلى عدد من العيادات والمخابر الطبية الخاصة.

### حملة
تسمى أيضًا المدينة الجديدة، وتقع على بعد حوالي عشرة كيلومترات غرب مدينة باتنة، وتضم 3 أقطاب حضرية كبرى هي حملة 1، حملة 2 وحملة 3. تضم حملة أغلب الإقامات الجامعية لمدينة باتنة، وهي تتحول تدريجيا لقطب تجاري جديد المدينة.

### وسط المدينة
وسط مدينة باتنة يعتر نقطة محورية تاريخية للمدينة. كانت هناك كنيسة يعود تاريخها إلى الحقبة الاستعمارية ولكن تم هدمها في أوائل السبعينيات على يد والي باتنة في ذلك الوقت. في باتنة، التي كانت تقع في المكان الذي يسمى سوق الفراخ (سوق الطيور). بالقرب من هذا المكان نجد مسرح باتنة الجهوي وخلفه مباشرة تأتي ساحة السوق.

### حي الأمير عبد القادر (الستان)
يقع بالقرب من وسط المدينة نحو الشمال، يعتبر منطقة سكنية تاريخية تبلغ مساحتها 1 كلم بدأ بناؤه بعد عام 1920 [R 1] بفضل التطوير العقاري الزهيد الثمن. في الأصل، كان الملعب البلدي الحالي «للأخوين سفوحي» بمثابة «ميدان رماية» (بالفرنسية Stand de tirs) لجمعية رياضية مدنية حتى بداية القرن العشرين.ومن هنا جاءت تسمية الحي ب«ستان» نسبة إلى تسمية ميدان الرمي بالفرنسية. أما كلمة ليقراف "Lègraphe" فهي تشويه للكلمة الفرنسية «تلغراف» من قبل سكان باتنة المتحدثين باللغة العربية. "lègraphe" هو جزء من منطقة الستان بما في ذلك منطقة "Fortin" ومحيطها المباشر. وهو المكان الذي تم فيه تركيب التلغراف لأول مرة في باتنة.

## المذكرات والمراجع
على موقع كلية الهندسة المدنية بجامعة باتنة
على موقع جريدة الوطن (باللغة الفرنسية)
1. ↑  Découverte d’un cadavre dans l’oued de Z’mala El Watan du 01.03.11 نسخة محفوظة 2011-03-01 على موقع واي باك مشين.
2. ↑  Les députés et le nid de cigognes El Watan du 02.05.2007 نسخة محفوظة 23 ديسمبر 2021 على موقع واي باك مشين.
3. ↑  Logements AADL de Bouzouran (Batna) El Watan : 24-05-2008 نسخة محفوظة 2021-12-23 على موقع واي باك مشين.

مراجع أخرى
1. ↑  DYNAMISME ASSOCIATIF DANS LES QUARTIERS SPONTANES. BATNA. ALGERIE Consulté le 2011/10/09 نسخة محفوظة 2016-03-03 على موقع واي باك مشين.
2. ↑  Le plan directeur d'aménagement et d'urbanisme (P.D.A.U) Sur www.arvha.org نسخة محفوظة 2019-09-17 على موقع واي باك مشين.
3. ↑  BATNA FACE AUX RISQUES INDUSTRIELS ET D'INONDATIONS par Mr Saidi Tahar sur www.umc.edu.dz نسخة محفوظة 2014-02-01 على موقع واي باك مشين.
4. ↑  Batna : Protection du patrimoine Le Matin 07/02/2004 نسخة محفوظة 2016-03-03 على موقع واي باك مشين.